# Feodora di Sassonia-Meiningen (1890-1972)
Feodora di Sassonia-Meiningen, (nome completo Feodore Carola Charlotte Prinzessin von Sachsen-Meiningen) (Hannover, 29 maggio 1890 – Friburgo in Brisgovia, 12 marzo 1972), nata principessa di Sassonia-Meiningen, divenne granduchessa di Sassonia-Weimar-Eisenach per matrimonio.

## Famiglia d'origine
Era la primogenita di Federico Giovanni di Sassonia-Meiningen, figlio secondogenito del duca Giorgio II di Sassonia-Meiningen e della principessa Feodora di Hohenlohe-Langenburg; sua madre era la contessa Adelaide di Lippe-Biesterfeld, figlia del principe Ernesto II di Lippe-Biesterfeld e della contessa Carolina di Wartensleben.

## Matrimonio
Durante una visita estiva al palazzo Wilhelmshöhe, Feodora venne considerata dall'imperatore Guglielmo II come moglie di Guglielmo Ernesto, granduca di Sassonia-Weimar-Eisenach. Nonostante il suo ruolo, in occasione del loro fidanzamento, l'imperatore Guglielmo si rifiutò di partecipare al matrimonio. Questo causò molta speculazione, siccome lui e sua moglie erano stati molto vicini al Granduca.
Le nozze vennero celebrate il 14 gennaio 1910, a Meiningen.
Dal loro matrimonio nacquero quattro figli:
- Sofia (20 marzo 1911-21 novembre 1988), sposò Federico di Schwarzburg, non ebbero figli;
- Carlo Augusto (28 luglio 1912-14 ottobre 1988), sposò Elisabetta di Wangenheim-Winterstein, ebbero tre figli;
- Bernardo (3 marzo 1917-23 marzo 1986), sposò Felicita di Salm-Horstmar, ebbero tre figli;
- Giorgio (24 novembre 1921), sposò Gisella Jänisch, ebbero tre figlie.

Fu un matrimonio infelice. All'età di 23 anni venne colpita da un grave attacco di morbillo e di scarlattina, che aveva contratto durante la visita a un manicomio da lei fondato. La sua particolare attenzione a questo luogo venne visto come una via di fuga dal matrimonio.
Feodora era molto popolare tra le classi medie e basse di Weimar, gran parte attribuito al suo fascino e alla bontà verso i poveri e i sofferenti.
Il 5 gennaio del 1901 Guglielmo Ernesto era succeduto al nonno, il granduca Carlo Alessandro di Sassonia-Weimar-Eisenach, come granduca di Sassonia-Weimar-Eisenach, dal momento che il padre gli era premorto.
Il suo regno durò fino al 9 novembre 1918, quanto Guglielmo Ernesto, assieme a tutti gli altri sovrani della Germania, a seguito della sconfitta dell'Impero Tedesco nella prima guerra mondiale, venne costretto ad abdicare. Il suo trono e tutti i suoi domini passarono al governo repubblicano ed egli, con la famiglia, si recò in esilio a Heinrichau, in Slesia.

## Ascendenza
|                                         |                             |                                        | Genitori                                 |  |  | Nonni |  |  | Bisnonni                          |  |  | Trisnonni                       |  |
|                                         |                             |                                        |                                          |  |  |       |  |  | Bernardo II di Sassonia-Meiningen |  |  | Giorgio I di Sassonia-Meiningen |  |
|                                         |                             |                                        |                                          |  |  |       |  |  | Bernardo II di Sassonia-Meiningen |  |  | Giorgio I di Sassonia-Meiningen |  |
|                                         |                             | Luisa Eleonora di Hohenlohe-Langenburg |                                          |  |  |       |  |  | Bernardo II di Sassonia-Meiningen |  |  |                                 |  |
| Giorgio II di Sassonia-Meiningen        |                             |                                        |                                          |  |  |       |  |  | Bernardo II di Sassonia-Meiningen |  |  |                                 |  |
|                                         |                             | Maria Federica d'Assia-Kassel          | Guglielmo II d'Assia                     |  |  |       |  |  |                                   |  |  |                                 |  |
|                                         |                             | Maria Federica d'Assia-Kassel          | Guglielmo II d'Assia                     |  |  |       |  |  |                                   |  |  |                                 |  |
|                                         |                             | Maria Federica d'Assia-Kassel          | Augusta di Prussia                       |  |  |       |  |  |                                   |  |  |                                 |  |
| Federico Giovanni di Sassonia-Meiningen |                             | Maria Federica d'Assia-Kassel          |                                          |  |  |       |  |  |                                   |  |  |                                 |  |
|                                         |                             | Ernesto I di Hohenlohe-Langenburg      | Carlo Ludovico I di Hohenlohe-Langenburg |  |  |       |  |  |                                   |  |  |                                 |  |
|                                         |                             | Ernesto I di Hohenlohe-Langenburg      | Carlo Ludovico I di Hohenlohe-Langenburg |  |  |       |  |  |                                   |  |  |                                 |  |
|                                         |                             | Ernesto I di Hohenlohe-Langenburg      | Amalia Enrichetta di Solms-Baruth        |  |  |       |  |  |                                   |  |  |                                 |  |
| Feodora di Hohenlohe-Langenburg         |                             | Ernesto I di Hohenlohe-Langenburg      |                                          |  |  |       |  |  |                                   |  |  |                                 |  |
|                                         |                             | Feodora di Leiningen                   | Emilio Carlo di Leiningen                |  |  |       |  |  |                                   |  |  |                                 |  |
|                                         |                             | Feodora di Leiningen                   | Emilio Carlo di Leiningen                |  |  |       |  |  |                                   |  |  |                                 |  |
|                                         |                             | Feodora di Leiningen                   | Vittoria di Sassonia-Coburgo-Saalfeld    |  |  |       |  |  |                                   |  |  |                                 |  |
| Feodora di Sassonia-Meiningen           |                             | Feodora di Leiningen                   |                                          |  |  |       |  |  |                                   |  |  |                                 |  |
|                                         | Giulio di Lippe-Biesterfeld | Ernesto di Lippe-Biesterfeld           |                                          |  |  |       |  |  |                                   |  |  |                                 |  |
|                                         | Giulio di Lippe-Biesterfeld | Ernesto di Lippe-Biesterfeld           |                                          |  |  |       |  |  |                                   |  |  |                                 |  |
|                                         | Giulio di Lippe-Biesterfeld | Modeste von Unruh                      |                                          |  |  |       |  |  |                                   |  |  |                                 |  |
| Ernesto II di Lippe-Biesterfeld         | Giulio di Lippe-Biesterfeld |                                        |                                          |  |  |       |  |  |                                   |  |  |                                 |  |
|                                         |                             | Adelaide di Castell-Castell            | Federico Luigi di Castell-Castell        |  |  |       |  |  |                                   |  |  |                                 |  |
|                                         |                             | Adelaide di Castell-Castell            | Federico Luigi di Castell-Castell        |  |  |       |  |  |                                   |  |  |                                 |  |
|                                         |                             | Adelaide di Castell-Castell            | Emilia di Hohenlohe-Langenburg           |  |  |       |  |  |                                   |  |  |                                 |  |
| Adelaide di Lippe-Biesterfeld           |                             | Adelaide di Castell-Castell            |                                          |  |  |       |  |  |                                   |  |  |                                 |  |
|                                         |                             | Leopoldo Ottone di Wartensleben        | Cesare Alessandro of Wartensleben        |  |  |       |  |  |                                   |  |  |                                 |  |
|                                         |                             | Leopoldo Ottone di Wartensleben        | Cesare Alessandro of Wartensleben        |  |  |       |  |  |                                   |  |  |                                 |  |
|                                         |                             | Leopoldo Ottone di Wartensleben        | Friederike von Gfug                      |  |  |       |  |  |                                   |  |  |                                 |  |
| Carolina di Wartensleben                |                             | Leopoldo Ottone di Wartensleben        |                                          |  |  |       |  |  |                                   |  |  |                                 |  |
|                                         |                             | Matilde Halbach                        | Arnold Halbach                           |  |  |       |  |  |                                   |  |  |                                 |  |
|                                         |                             | Matilde Halbach                        | Arnold Halbach                           |  |  |       |  |  |                                   |  |  |                                 |  |
|                                         |                             | Matilde Halbach                        | Johanna Caroline Bohlen                  |  |  |       |  |  |                                   |  |  |                                 |  |
|                                         |                             | Matilde Halbach                        |                                          |  |  |       |  |  |                                   |  |  |                                 |  |